# Baccha sauteri
Baccha sauteri là một loài ruồi trong họ Ruồi giả ong (Syrphidae). Loài này được Kertész mô tả khoa học đầu tiên năm 1913. Baccha sauteri phân bố ở miền Đông phương